# Кондратьева, Анна Ивановна
Анна Ивановна Кондра́тьева (7 мая 1916 года, село Новоликеево, Нижегородская губерния, Российская империя — 16 июня 2005 года, Новоликеево, Кстовский район, Нижегородская область, Россия) — колхозница, Герой Социалистического Труда (1949).

## Биография
Родилась 7 мая 1916 года в крестьянской семье в селе Новоликеево Нижегородской губернии (сегодня — Кстовский район Нижегородской области). В 1941 году вступила рядовой колхозницей в колхоз имени Кирова Кстовского района. Позднее была назначена звеньевой полеводческого звена.
В 1948 году полеводческого звено под руководством Анны Кондартьевой собрало по 26,74 центнера ржи с каждого гектара с участка площадью 40 гектараров, за что она была награждена Орденом Ленина. В этом же году полеводческого звено собрало 512 центнеров картофеля с каждого гектара с участка площадью 6 гектаров. За этот доблестный труд она была удостоена в 1949 году звания Героя Социалистического Труда.
В 1950 году полеводческое звено Анны Кондратьевой собрало 28,6 центнеров пшеницы с каждого гектара с участка площадью 30 гектаров. За этот труд она была награждена третьим Орденом Ленина.
Участвовала во всесоюзной выставке ВДНХ.
В 1957 году вступила в КПСС. Была делегатом XX и XXII съездов КПСС.
После окончания школы по подготовке председателей колхозов работал агрономом в колхозе имени Кирова.
Скончалась 16 июня 2005 года в селе Новоликеево и была похоронена на новом сельском кладбище.

## Награды
- Орден Ленина (12.03.1948)
- Орден Ленина (9.04.1949)
- Герой Социалистического Труда — указ Президиума Верховного Совета СССР от 9 апреля 1949 года;
- Орден Ленина (15.06.1950)
- Медаль «За трудовую доблесть»;
- Большая Золотая и Малая Серебряная медали ВДНХ.